# Záporožská oblast
Záporožská oblast (ukrajinsky Запорізька область, Zaporizka oblasť) je jedna z 24 samosprávných oblastí Ukrajiny. Rozkládá se v jižní části země mezi Dněprem a Azovským mořem. Sídlem správy je Záporoží.

## Historie
Oblast byla ustavena 10. ledna 1939. Po ruské invazi na Ukrajinu z února 2022 kontrolují většinu oblasti vojska Ruské federace, ovšem bez největšího města Záporoží. 

### Ruská anexe 2022
Dne 30. září 2022 byla Záporožská oblast anektována spolu s dalšími čtyřmi oblastmi Ukrajiny Ruskou federací na základě Ruskem organizovaného referenda o připojení. Výsledky referend a jejich průběh byly mezinárodně zpochybněny a většinou států OSN neuznány.

## Oblastní symboly

### Vlajka
Vlajka Záporožské oblasti je tvořena karmínovým listem o poměru stran 2:3 s uprostřed umístěným oblastním znakem.

## Geografie

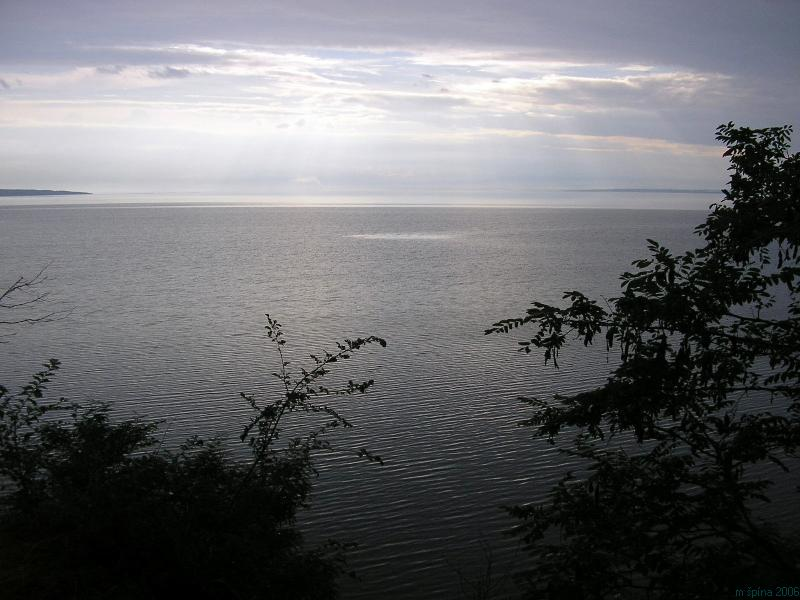
Pohled na Kachovskou přehradu směrem od Vasylivky na Marhanec

Převážnou část oblasti tvoří rovinatá či mírně zvlněná krajina, která na jihu přechází do stepí. Je zde úrodná černozem. Průměrná teplota v červenci je +23 °C, v lednu –4 °C, 225 dní v roce je slunečných. Průměrné roční srážky činí 448 mm.
Nejvýraznějším vodním tokem je Dněpr, který je v Záporoží přehrazen Dněperskou přehradou a na jihu Kachovskou přehradou. Poblíž Melitopolu se rozkládá Moločný liman.
Oblastí prochází významný silniční i železniční tah Moskva – Charkov - Záporoží – Krym. Kromě Záporoží jsou důležitými železničními uzly také Polohy, Fedorivka a Verchnyj Tokmak. Významnější letiště jsou v Záporoží a Berďansku.

## Rajóny
| Rajón                                      | Sídlo     | Počet obyvatel (2020) |
| ------------------------------------------ | --------- | --------------------- |
| Berďanský rajón (Бердянський район)        | Berďansk  | 183 984               |
| Vasylivský rajón (Василівський район)      | Vasylivka | 188 667               |
| Záporožský rajón (Запорізький район)       | Záporoží  | 874 150               |
| Melitopolský rajón (Мелітопольський район) | Melitopol | 286 574               |
| Položský rajón (Пологівський район)        | Polohy    | 172 461               |

Dnes je oblast rozdělena do pěti rajónů, před reformou v roce 2020 se v oblasti nacházelo 20 rajónů. Oblast obsahuje 14 měst, 22 sídel městského typu a okolo 900 vesnic.

## Obyvatelstvo
Oblast patří v rámci Ukrajiny k lidnatějším: v současné době zde žije zhruba 1 630 000 lidí, z toho 77,5 % ve městech a 22,5 % na venkově.
K 1. lednu 2022 činil počet přítomného obyvatelstva podle odhadu statistického úřadu Záporožské oblasti 1 638 462 osob. Během roku 2021 se snížil počet přítomných obyvatel o 28 053 lidí. Na 100 zemřelých osob připadá jen 27 živě narozených dětí. Za rok 2021 se narodilo 9 571 živě narozených dětí, zatímco tentýž rok zemřelo 35 717 lidí, z nichž 78 lidí ve věku do jednoho roku. Kojenecká úmrtnost činila v roce 2021 8,14 ‰.
Podle výsledků sčítání z roku 2001 žilo v oblasti více než 130 národností. Největší národnosti jsou uvedeny v tabulce níže.
| Národnost  | Absolutní počet (tis. osob) | Podíl na celkovém obyvatelstvu (v %) |
| ---------- | --------------------------- | ------------------------------------ |
| Ukrajinci  | 1 364,1                     | 70,8                                 |
| Rusové     | 476,7                       | 24,7                                 |
| Bulhaři    | 27,8                        | 1,4                                  |
| Bělorusové | 12,7                        | 0,7                                  |
| Arméni     | 6,4                         | 0,3                                  |
| Tataři     | 5,2                         | 0,3                                  |
| Židé       | 4,4                         | 0,2                                  |
| Gruzíni    | 3,9                         | 0,2                                  |
| Azerové    | 2,5                         | 0,1                                  |
| Moldavané  | 2,5                         | 0,1                                  |
| Němci      | 2,2                         | 0,1                                  |
| Řekové     | 2,2                         | 0,1                                  |
| Romové     | 1,9                         | 0,1                                  |
| Poláci     | 1,8                         | 0,1                                  |
| Celkem     | 1929,2                      | 100                                  |

Podle prvního sčítání lidu na nezávislé Ukrajině považovalo 50,2 % obyvatel oblasti ukrajinštinu za rodný jazyk, zatímco 48,2 % obyvatel označilo za svou mateřštinu ruštinu.

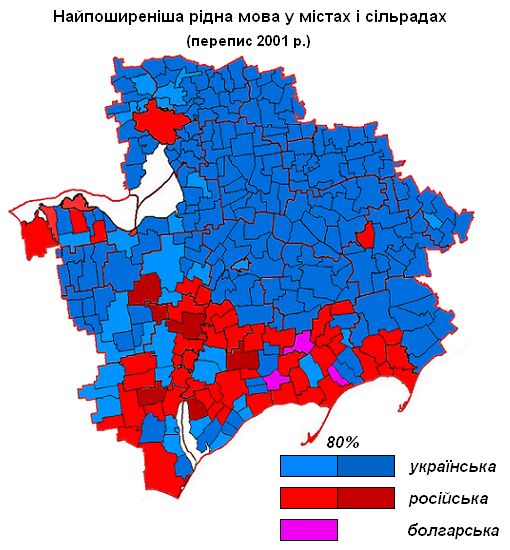
Nejrozšířenější rodný jazyk v Záporožské oblasti.
Modře je označena ukrajinština, červeně je vyznačena ruština. Fialově je označena bulharština

V roce 2001 žilo celkem 1 929,2 tisíc osob, z nichž 886,6 tisíc byly muži (46 %) a 1 042 tisíc tvořily ženy (54 %).
Následující tabulka podává přehled měst s více než 10 000 obyvateli:

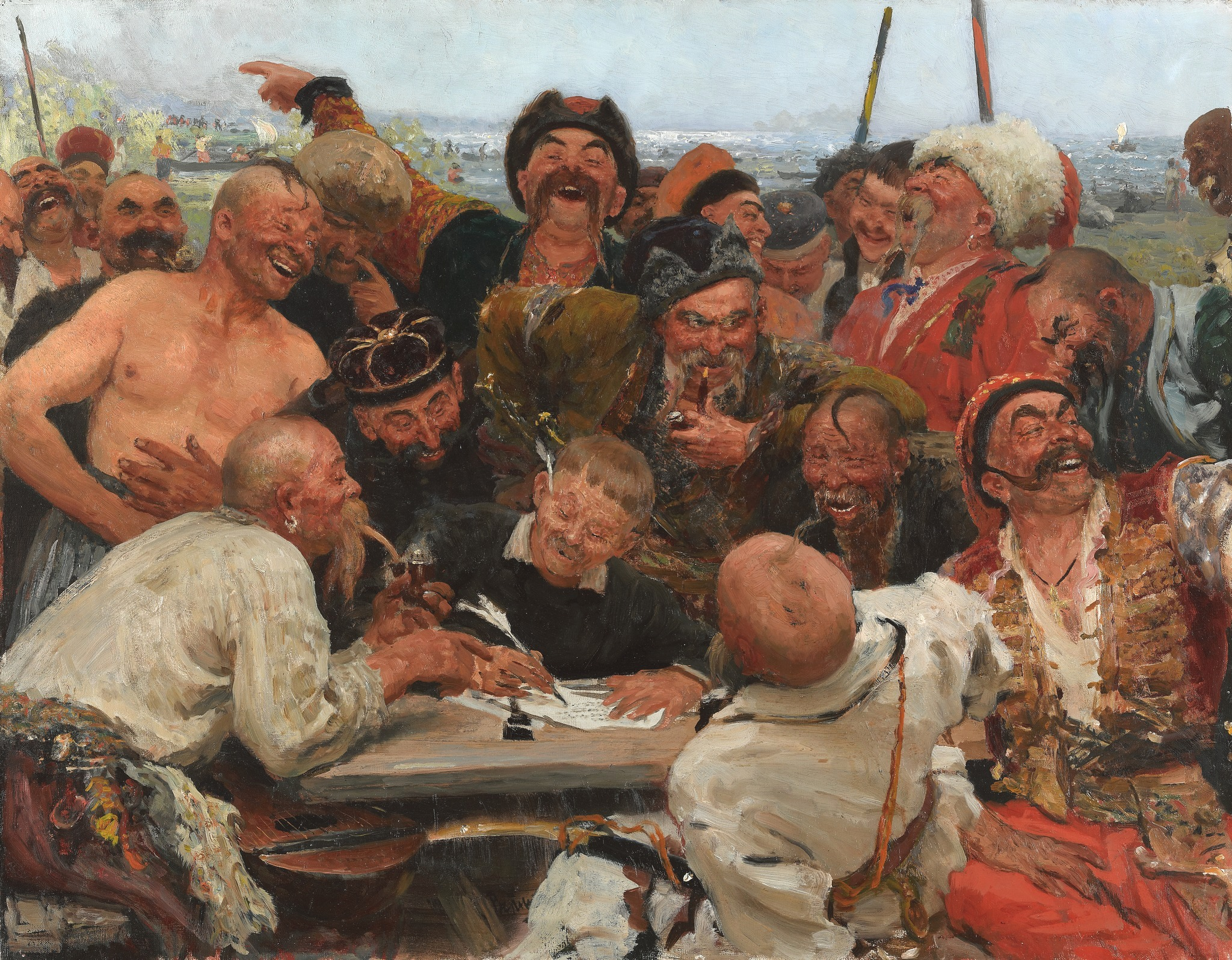
Ilja Repin: Záporožští kozáci píší sultánovi

| Město                | Ukrajinský název     | Ruský název         | Obyvatelé k 1. 1. 2022 |
| -------------------- | -------------------- | ------------------- | ---------------------- |
| Záporoží             | Запоріжжя            | Запорожье           | 710 052                |
| Melitopol            | Мелітополь           | Мелитополь          | 148 851                |
| Berďansk             | Бердянськ            | Бердянск            | 106 311                |
| Enerhodar            | Енергодар            | Энергодар           | 52 237                 |
| Tokmak               | Токмак               | Токмак              | 29 573                 |
| Polohy               | Пологи               | Пологи              | 18 111                 |
| Dniprorudne          | Дніпрорудне          | Днепрорудное        | 17 736                 |
| Vilňansk             | Вільнянськ           | Вольнянск           | 14 324                 |
| Orichiv              | Оріхів               | Орехов              | 13 896                 |
| Huljajpole           | Гуляйполе            | Гуляйполе           | 12 786                 |
| Vasylivka            | Василівка            | Васильевка          | 12 567                 |
| Kam'janka-Dniprovska | Кам'янка-Дніпровська | Каменка-Днепровская | 12 117                 |
| Mychajlivka          | Михайлівка           | Михайловка          | 11 530                 |
| Prymorsk             | Приморськ            | Приморск            | 11 157                 |
| Jakymivka            | Якимівка             | Якимовка            | 11 069                 |

## Zajímavosti
- Dněperská přehrada a Kachovská přehrada
- Dněperská vodní elektrárna, obří hydroelektrárna v Záporoží, vystavěna 1927–1932
- Písečné kosy u měst Berďansk a Prymorsk
- Ojedinělý pískovcový masiv Kamenná mohyla s prehistorickými nápisy
- Stepní rezervace Kamenné mohyly
- Chortycja v Záporoží, největší ostrov na Dněpru s archeologickými nalezišti a muzeem kozáctva